# V382 Velorum
V382 Velorum eller Nova Velorum 1999 var en nova i stjärnbilden Seglet. Novan upptäcktes den 21 maj 1999 av Peter Williams och Alan C. Gilmore och nådde ungefär ett dygn senare sin maximala ljusstyrka, magnitud 2,5.  Novan var den ljusstarkaste sedan 1975 (V1500 Cygni). 